# Hurricane (chanson de Thirty Seconds to Mars)
Cet article concerne la chanson de Thirty Seconds to Mars. Pour la chanson de Bob Dylan, voir Hurricane.
Pour les articles homonymes, voir Hurricane.
Singles de Thirty Seconds to Mars
Closer to the Edge
(2010) Up in the Air
(2013)
Hurricane (Ouragan) est une chanson du groupe américain Thirty Seconds to Mars. Hurricane est le quatrième single du groupe, et est extrait de l'album This Is War. Le single a été écrit par le chanteur,leader du groupe et compositeur Jared Leto. Thirty Seconds to Mars, Flood et Steve Lillywhite l'ont produit.

## Origine et enregistrement
Jared Leto a écrit au piano la marche "Hurricane" pendant l'hiver 2007 alors qu'il était à Berlin. Dans une interview, il raconte qu'à ce moment-là, il était déprimé par la nuit qui tombait dès 3 heures de l'après midi, et cela l'inspira comme jamais.

## Hurricane, deuxième version
Durant le mois de mai 2009, le rappeur Américain Kanye West a posté une photo de lui, de Brandon Flowers et de Jared Leto et a annoncé qu'ils travaillaient sur une chanson intitulée "Hurricane" . À cause de problèmes de droits, sur les producteurs des deux artistes, la version d'"Hurricane" avec la contribution vocale de Kanye West n'a pas pu figurer sur l'album du groupe de rock Américain. Mais, dans une version "Deluxe" de l'album, cette version fut cette fois-ci intégrée, sous le nom d'"Hurricane 2.0"

## Controverse autour du clip
Le clip vidéo pour le single "Hurricane" a été censuré et banni par MTV et plusieurs autres chaines de télévision dans le monde. La vidéo, véritable court métrage de plus de 13 minutes, a été réalisée par Jared Leto lui-même, sous le pseudonyme de Bartholomew Cubbins.
Le clip inclut également des extraits d'autres chansons du groupe, telles que Escape ou encore Night of the Hunter. Tout au long du film, Jared est supposé être en train de rêver, il arpente un monde parallèle où les membres du groupe sont poursuivis par des hommes-animaux, appelés "The Gimps". Jared est confronté à des hallucinations et est chassé durant tout le film par un homme qui tente de le tuer. Shannon, le frère, se bat avec une femme, une sorte de sirène maléfique, tandis que Tomo compose l'orchestre avec trois copies identiques de lui-même.
La vidéo a été censurée pour son contenu à caractère violent et sexuel, la version non-censurée peut être tout de même trouvée sur le net. À noter que le clip n'inclut pas la participation de Kanye West. La version non censurée est visible sur leur chaîne youtube depuis début 2017.